# Desintoxicação de amoníaco
O amoníaco, apesar de ser necessário para alguns organismos, como as plantas, pode ser extremamente tóxico quando em concentrações elevadas nas células, ao provocar o desacoplamento das cadeias de transporte de electrões, o que significa que as células deixam de produzir ATP. De acordo com a quimiosmose, este processo necessita, para ocorrer satisfatoriamente, de uma determinada diferença de pH entre os dois lados de uma membrana semipermeável, como a dos cloroplastos ou das mitocôndrias. O funcionamento do processo implica que os hidrogeniões (núcleos de hidrogénio sem o respectivo electrão, ou seja, H+) não atravessem estas membranas. O amoníaco, contudo, atravessa-as. Ao mudar de um meio mais básico (no exterior), para um meio mais ácido (no interior da membrana), tem tendência a captar hidrogeniões, transformando-se em amónio (NH4) que volta a atravessar a membrana (para o exterior), onde libertará o hidrogenião e estará capaz de voltar a atravessar a membrana, num ciclo que altera por completo o pH dos organitos referidos e leva à incapacidade da célula em produzir energia. Assim, o organismo tem de proceder à desintoxicação de amoníaco.
Os animais excretam o amoníaco directamente (animais amonotélicos) ou transformam-no noutros compostos, que depois são eliminados do organismo. Entre os compostos azotados produzidos pelos animais para a sua posterior eliminação encontra-se a ureia (nos animais ureotélicos); o ácido úrico (nos animais uricotélicos), a guanina (nos aracnídeos) e a alantoína (nos insectos da ordem Diptera, como as moscas).